# James Joseph Cooke
Pour les articles homonymes, voir Cooke.
James Joseph Cooke (né en 1871 à Ipswich en Angleterre et mort en 1956 à Grahamstown en Afrique du Sud) fut maire de Pretoria de 1938 à 1939 au moment du centenaire du Grand Trek dont les célébrations culminèrent dans la capitale sud-africaine le 16 décembre 1938. 